# 新疆美术馆
新疆美术馆（維吾爾語：شىنجاڭ گۈزەل سەنئەت سارىيى‎）是一座坐落于中华人民共和国新疆维吾尔自治区乌鲁木齐市的美术馆，于2021年5月21日开馆。该馆拥有逾1000件艺术品。新疆美术馆旨在展览、陈列征集、收藏新疆的美术作品、美术文献和相关资料；以及开展学术研究、教育推广等服务。
新疆美术馆与新疆文化馆、新疆文博院、新疆画院等单位共处新疆艺术中心内，新疆美术馆的建筑面积约6.3万平方米。所用馆舍在新疆国际博览中心原建筑上改扩建而成。

## 位置
新疆美术馆位于新疆维吾尔自治区乌鲁木齐市沙依巴克区友好北路167号。东北面与新疆昆仑宾馆隔路向往，北侧与新疆人民会堂相邻。

## 历史
2011年以前，新疆维吾尔自治区并无自治区级的美术馆。同时，新疆维吾尔自治区群众艺术馆、新疆画院等单位也面临着缺少馆址、展出场馆等问题。新疆国际会展中心开工修建，韩子勇见原用来召开乌鲁木齐对外经济贸易洽谈会的新疆国际博览中心闲置，便联系中国共产党新疆维吾尔自治区委员会，希望将新疆国际博览中心改扩建为新疆艺术中心。于是，包括新疆美术馆在内多个单位于一体的新疆艺术中心建设项目终成为中国共产党新疆维吾尔自治区委员会、新疆维吾尔自治区人民政府确定的重点文化建设项目。2011年两会期间，第十一届全国人民代表大会代表努斯来提·瓦吉丁呼吁建立新疆艺术中心、第十一届全国政协委员邬丽娅·司马义诺娃则提交了《关于新建新疆文化艺术中心》的提案，提案希望中华人民共和国国家发展和改革委员会给予立项并提供资金支持。新疆艺术中心建设项目被纳入中华人民共和国《“十二五”支持西藏、新疆、新疆兵团和四省藏区经济社会发展规划建设项目方案》。
建设以新疆美术馆为主体工程的新疆艺术中心项目获批后，2013年，原新疆国际博览中心后馆被拆除。2年后，新疆艺术中心开工建设。新疆艺术中心由江苏南通二建集团有限公司承建，参建单位包括中建三局集团有限公司等。2019年，包含新疆美术馆建筑在内的新疆艺术中心竣工。建设新疆美术馆馆舍的同时，美术馆也开始筹备工作。新疆维吾尔自治区文化厅副厅长张子康兼任新疆美术馆筹备处主任。2012年起，新疆美术馆开始收到捐赠作品，并获用于收藏有价值的艺术品的资金。截止2020年，新疆美术馆已收到超过1000件中国画、油画、版画、水彩画、水粉画、综合材料、雕塑等不同种类藏品。2021年5月21日，新疆美术馆举办开馆仪式，中国共产党新疆维吾尔自治区委员会常委、宣传部部长田文出席开馆仪式。新疆美术馆随即成为乌鲁木齐市的地标建筑。

## 建筑
新疆艺术中心由筑博设计股份有限公司设计，建筑面积7.8万平方米，其中新疆美术馆建筑面积约6.3万平方米。新疆艺术中心为地上三层，局部五层，地下两层的框架结构为主的建筑，建筑高度30米。新疆美术馆共有14个规格不同的展厅，并有典藏画库、学术报告厅、公共教室等设施。
建筑主体分为前部旧楼（原新疆国际博览中心）和后部扩建部分，其中前部旧楼（原新疆国际博览中心）建筑最初为新疆展览馆，是1956年建成的具有苏联风格的建筑。该建筑得以保存，并作为新疆美术馆展览空间的主要部分。新设计的建筑东侧立面与旧有建筑外轮廓基本一致，并将其向外突出呈现。不过由于规模限制，旧有建筑仅能安排4个展厅，大部分展厅位于新建筑部分。新的建筑部分采用“新苏式”设计风格，外立面色彩上与旧有建筑一致，但重塑窗和墙的设计。新疆美术馆新的建筑部分内部与旧有建筑间有“艺术大街”将两部分相隔，二层有连廊相连。“艺术大街”顶部为玻璃天顶罩。办公区域在新的建筑部分的外围，呈现“U”字形分布。沿“艺术大街”的中部分有各展厅等公共空间。办公区域与公共空间部分有参考阿依旺赛来民居营造技艺所建的庭院，为办公区域采光和通风。地下一层有巴扎式艺术品交易区、餐饮休闲区等。

## 展览活动
新疆美术馆相对固定陈列为“耕耘·奉献——新疆美术馆馆藏作品展”，位于新疆美术馆三楼5、6号厅。该展的主题以新疆现当代美术的发端和历史为主，集中展示了新疆美术馆收藏的司徒乔、哈孜·艾买提、龚建新、杨鸣山、阿布都克里木·纳斯尔丁、李锡武、谢家道、张威、买买提·艾依提9位艺术家的艺术作品。
新疆美术馆也会为在新疆采风的艺术家举办作品展，如“黄胄在新疆——新疆美术馆黄胄作品《庆丰收》珍藏展”、“丝路飞虹”——中国美术馆藏韩乐然作品展等。其中，“黄胄在新疆——新疆美术馆黄胄作品《庆丰收》珍藏展”入选2023年度全国美术馆优秀项目评选名单。新疆美术馆也会承办不同主题的展览，如中国新疆国际艺术双年展、“新疆是个好地方”对口援疆19省市非遗展等展等。除展览外，新疆美术馆也会在新疆文化艺术节、中国新疆国际民族舞蹈节等活动举办时成为活动举办场馆。

## 新疆美术馆举办的部分展览
| - 丝路飞虹——丝路考古与艺术发现 - 载瞻载止——新疆考古百年 - 壁上·壁下——龟兹石窟艺术的因缘与回响 - 沃土情深——新疆现实题材美术作品展 - 百年印记——新疆版画、雕塑作品展 - 美在新疆——中国美术馆馆藏精品展 - 2021年对口援疆19省市非物质文化遗产展 - 无境之光——第二届新疆文化艺术节数字动漫特展 |